# Jean-Vivien Bantsimba
Pour les articles homonymes, voir Bantsimba.
Jean-Vivien Bantsimba est un footballeur international congolais né le 1er septembre 1982 à Paris. Il joue actuellement en CFA 2 avec l'équipe du FC Bergerac.
Récemment, une reconversion professionnelle vers le domaine financier lui permet de créer la première fintech d'Algérie nommée DORY. 

## Biographie
Il intègre le centre de formation d'Amiens SC en 1996.
De 2003 à 2005, il joue à l'US Boulogne. C'est là qu'il joue son premier match international avec le Congo.
De 2005 à 2007, il joue au Pau FC, en National (D3). Il s'impose en équipe première, où il joue 31 matchs en deux saisons. Il est alors convoqué une fois en équipe nationale, et marque un but. À l'issue de la saison 2006-2007, il part à Raon l'Étape en CFA (D4), où il est encore convoqué deux fois en équipe nationale. 
Toujours en CFA, il part à Mulhouse pour les saisons 2008-2009 et 2009-2010. Il fait partie de l'équipe qui décroche la troisième place de son groupe en 2009. Fin 2009, il est encore convoqué une fois équipe nationale. Pour la saison 2010-2011, il part au FC Chambly en CFA 2. Puis, il évolue au FC Bergerac, toujours en CFA 2, pour la saison 2011-2012.

## Palmarès
- Champion de CFA groupe A en 2005 avec l'US Boulogne